# Орнонтовице (гмина)
Орнонтовице (пол. Ornontowice) — сельская гмина (волость) в Польше, входит как административная единица в Миколувский повет, Силезское воеводство. Население — 5530 человек (на 2004 год).

## Демография
| Перепись                       | Всего   | Всего | Женщины | Женщины | Мужчины | Мужчины |
| ------------------------------ | ------- | ----- | ------- | ------- | ------- | ------- |
| Единицы                        | человек | %     | человек | %       | человек | %       |
| Население                      | 5530    | 100   | 2783    | 50,2    | 2747    | 49,8    |
| Плотность населения (чел./км²) | 366,2   | 366,2 | 184,3   | 184,3   | 181,9   | 181,9   |

## Соседние гмины
1. Гмина Орнонтовице
2. Ожеше
3. Гмина Гералтовице
4. Червёнка-Лещины
5. Гмина Червёнка-Лещины
6. Миколув